# Domenico Grisolia
Domenico Grisolia (Napoli, 15 ottobre 1906 – Roma, 6 ottobre 1984) è stato un politico e avvocato italiano.